# Hoefdieren
Hoefdieren (Ungulata) zijn zoogdieren die over hoeven beschikken of afstammen van dieren met hoeven. Hiertoe worden evenhoevigen, onevenhoevigen, slurfdieren, zeekoeien, klipdassen, buistandigen en walvissen gerekend. Het zijn hoefgangers, dat wil zeggen dat ze op de top van hun "vingers" en "tenen" lopen. Daardoor zijn de meeste soorten snel. Dit is tevens hun enige middel om aan potentieel gevaar te ontkomen. Hoefdieren zijn in het algemeen grazende dieren die op open grasvlakten leven.
Vaak leven ze in kuddes. Dit biedt een tweede middel tegen gevaar. De jongen moeten al op heel jonge leeftijd met de kudde mee kunnen lopen om niet voor te veel oponthoud te zorgen. Bij de moeder en de kudde blijven is noodzakelijk. Vaak wordt gedacht dat een kudde onder leiding staat van een sterk mannetje, maar bij veel soorten heeft een ervaren vrouwtje de leiding, net als bij olifanten en wilde paarden.
Hoefdieren zijn herbivoor (ze eten plantaardig voedsel). Hier is hun gebit op gebouwd. Het gebit is voorzien van krachtige kauwkiezen met overlangse plooien (loodrecht op de kauwrichting). Darmbacteriën helpen vervolgens om de cellulose van het voedsel te verteren.
Lange tijd werd er gedacht dat de hoefdieren een natuurlijke groep (clade) vormden. Ze zouden afstammen van de Mesozoïsche Zhelestidae en daarmee de groep Ungulatomorpha vormen, een van de hoofdgroepen van de placentadieren. Genetische gegevens hebben de bodem onder de monofyletische Ungulata weggeslagen. De groep van slurfdieren, zeekoeien en klipdassen (Paenungulata) behoort tot de Afrotheria, net als de buistandigen. De overige hoefdieren zijn deel van de Laurasiatheria, maar niet als nauwste verwanten: de onevenhoevigen zijn verwant aan de Ferae, de evenhoevigen en walvissen vormen een aparte groep. Hoewel de taxonomische basis van de term "hoefdieren" tegenwoordig niet meer geaccepteerd wordt, is de term nog wel in gebruik als soortgroep of handige verzamelnaam voor de verschillende ordes.